# Mąkoszyn (Łódź)
Pour les articles homonymes, voir Mąkoszyn.
Mąkoszyn (prononciation [mɔŋˈkɔʂɨn]) est un village de la gmina de Tuszyn, du powiat de Łódź-est, dans la voïvodie de Łódź, situé dans le centre de la Pologne.
Il se situe à environ 11 kilomètres au sud de Tuszyn (siège de la gmina) et 31 kilomètres au sud de Łódź (siège du powiat et capitale de la voïvodie).

## Administration
De 1975 à 1998, le village était attaché administrativement à l'ancienne voïvodie de Piotrków.

Depuis 1999, il fait partie de la nouvelle voïvodie de Łódź.